# Here's Lucy
Here's Lucy è una serie televisiva statunitense in 144 episodi trasmessi per la prima volta nel corso di 6 stagioni dal 1968 al 1974.

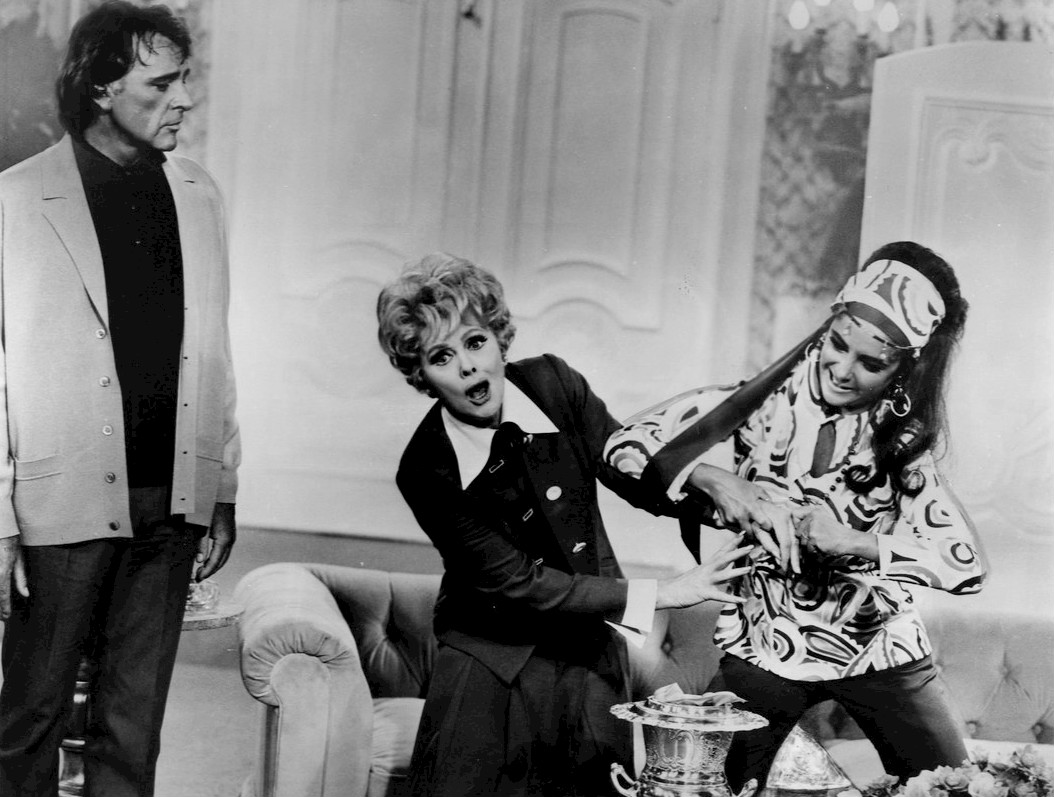
Richard Burton, Lucille Ball e Elizabeth Taylor.

È una situation comedy incentrata sulle vicende di Lucy Carter, interpretata da Lucille Ball. È la quarta sitcom con la Ball assoluta protagonista dopo The Lucy-Desi Comedy Hour (1957-1960) e Lucy Show (1962-1968). In seguito la Ball tornò ad interpretare la protagonista di una sitcom nel 1986 con Life With Lucy che fu però cancellata dopo pochi episodi. A differenza delle altre sitcom con la Ball protagonista, la serie tocca in maniera più marcata temi di attualità (diritti civili, la musica, la rivoluzione sessuale).

## Trama
Los Angeles. Lucy Carter è una single impiegata alla Carter's Unique Employment Agency del cognato Harrison "Harry" Carter. Ha due figli, Kim e Craig (interpretati dai suoi figli nella vita reale, Lucie Arnaz e Desi Arnaz, Jr.).

## Personaggi e interpreti

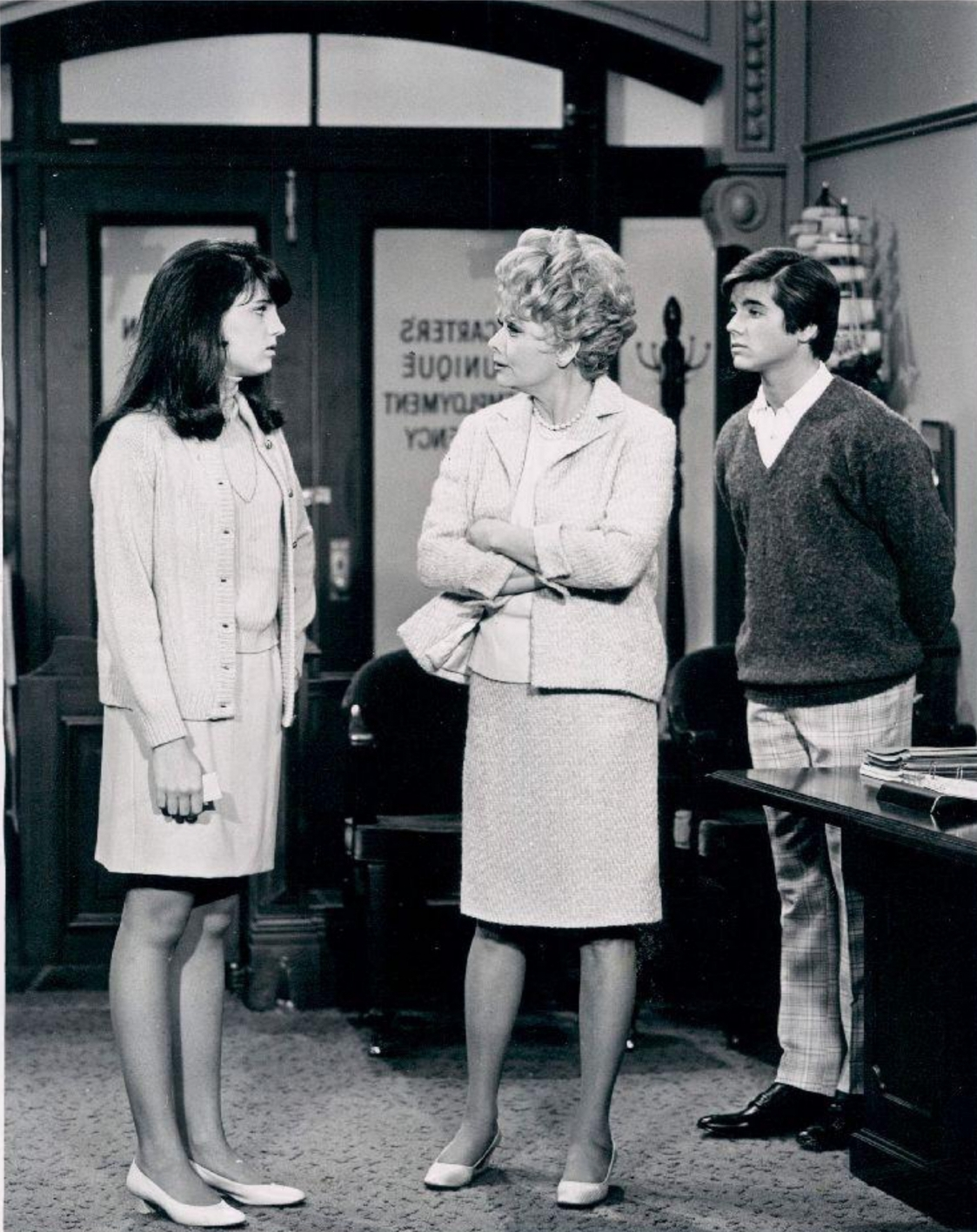
Lucie Arnaz, Lucille Ball e Desi Arnaz, Jr..

### Personaggi principali
- Lucy Carter (143 episodi, 1968-1974), interpretata da Lucille Ball.
- Harrison Carter (123 episodi, 1968-1974), interpretato da Gale Gordon.
- Kim Carter (61 episodi, 1968-1974), interpretata da Lucie Arnaz.
- Craig Carter (40 episodi, 1968-1972), interpretato da Desi Arnaz Jr..
- Sam (37 episodi, 1968-1974), interpretato da Sid Gould.

### Personaggi secondari
- Vanda (19 episodi, 1968-1974), interpretata da Vanda Barra.
- Mary Jane (10 episodi, 1969-1974), interpretata da Mary Jane Croft.
- Isabel (9 episodi, 1969-1974), interpretata da Mary Wickes.
- Vivian Jones (6 episodi, 1968-1972), interpretata da Vivian Vance.
- Barista (6 episodi, 1969-1974), interpretato da Larry J. Blake.
- Dottor Honeycutt (5 episodi, 1969-1974), interpretato da Roy Roberts.
- Bradley Henshaw (5 episodi, 1968-1973), interpretato da Rhodes Reason.
- Bank Teller (5 episodi, 1971-1974), interpretato da Tommy Farrell.
- Se stesso (5 episodi, 1970-1971), interpretato da Robert Alda.
- Agente Johnson (4 episodi, 1968-1974), interpretato da Jack Collins.
- Charlie (4 episodi, 1968-1974), interpretato da John J. Fox.
- Se stesso (4 episodi, 1968-1971), interpretato da Jack Benny.
- Coach Hennessy (4 episodi, 1968-1973), interpretato da Dick Patterson.
- Edgar Vincent Kinkaid (4 episodi, 1969-1973), interpretato da William Lanteau.
- Dean Phillips (4 episodi, 1969-1973), interpretato da Irwin Charone.
- Cynthia Duncan (4 episodi, 1970-1974), interpretata da Carole Cook.
- Janitor (4 episodi, 1971-1972), interpretato da Robert Foulk.
- Doris (4 episodi, 1968-1974), interpretata da Doris Singleton.
- Gustav Vandemeer (4 episodi, 1969-1972), interpretato da Wally Cox.
- Padre Lambros (4 episodi, 1970-1971), interpretato da Paul Picerni.
- Mabel Ryker (3 episodi, 1968-1973), interpretato da Reta Shaw.
- Don (3 episodi, 1968-1970), interpretato da Don Crichton.
- Se stessa (3 episodi, 1969-1971), interpretata da Carol Burnett.
- Ufficiale giudiziario (3 episodi, 1971-1973), interpretato da Hank Brandt.
- Agatha Warren (3 episodi, 1968-1974), interpretata da Barbara Morrison.
- Dottor Cummingham (3 episodi, 1969-1971), interpretato da Parley Baer.
- Bruce, lo stuntman (3 episodi, 1970-1974), interpretato da Boyd Morgan.
- Joe Hackley (3 episodi, 1970-1972), interpretato da Phil Vandervort.
- Billy (3 episodi, 1971-1974), interpretato da Billy Sands.

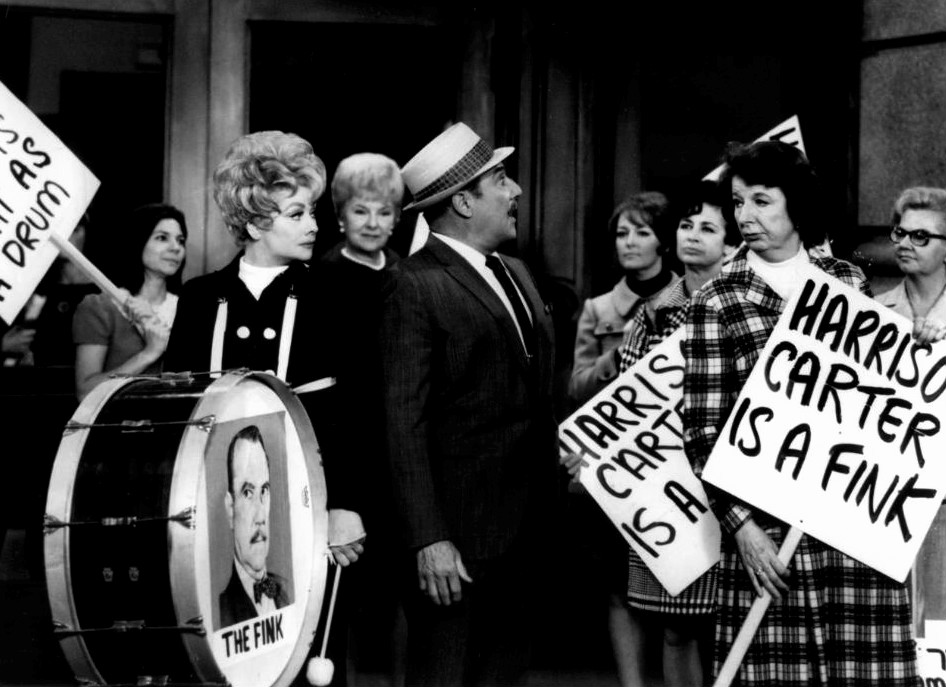
In questo episodio Lucy organizza uno sciopero contro il suo capo Harrison Carter (Gale Gordon).

## Produzione
La serie fu prodotta da Lucille Ball Productions e Paramount Television e girata negli studios della Paramount a Hollywood e in quelli della Universal a Universal City in California. Le musiche furono composte da Marl Young. Nel 1972, la Ball subì una frattura alla gamba in un incidente sugli sci e, di conseguenza, trascorse gran parte della stagione 1972-1973 con il gesso (anche nella serie il personaggio di Lucy Carter si rompe una gamba).

### Registi
Tra i registi sono accreditati:
- Coby Ruskin in 25 episodi (1971-1974)
- Jack Donohue in 11 episodi (1968-1974)
- George Marshall in 11 episodi (1969)
- Herbert Kenwith in 8 episodi (1968-1970)

### Sceneggiatori
Tra gli sceneggiatori sono accreditati:
- Bob Carroll Jr. in 15 episodi (1970-1974)
- Madelyn Davis in 15 episodi (1970-1974)
- Milt Josefsberg in 10 episodi (1968-1971)
- Robert O'Brien in 8 episodi (1968-1974)
- Ray Singer in 8 episodi (1968-1970)
- Fred S. Fox in 5 episodi (1969-1974)
- Seaman Jacobs in 5 episodi (1969-1974)
- Lou Derman in 4 episodi (1970-1971)
- Larry Rhine in 4 episodi (1970-1971)

## Distribuzione
La serie fu trasmessa negli Stati Uniti dal 23 settembre 1968 al 2 settembre 1974 sulla rete televisiva CBS. È stata distribuita anche in Spagna con il titolo Aquí está Lucy.

## Episodi
| Stagione         | Episodi | Prima TV USA | Prima TV Italia |
| ---------------- | ------- | ------------ | --------------- |
| Prima stagione   | 24      | 1968-1969    | inedita         |
| Seconda stagione | 24      | 1969-1970    |                 |
| Terza stagione   | 24      | 1970-1971    |                 |
| Quarta stagione  | 24      | 1971-1972    |                 |
| Quinta stagione  | 24      | 1972-1973    |                 |
| Sesta stagione   | 24      | 1973-1974    |                 |